# Comité Base Mantaro Rojo
El Partido Comunista del Perú - Comité Base Mantaro Rojo (PCP-CBMR), más conocido simplemente como Comité Base Mantaro Rojo, es una organización armada peruana bajo las órdenes del Movimiento Popular Perú, organización creada en Europa por miembros de la cúpula de Sendero Luminoso que no entregaron sus armas tras la captura de Abimael Guzmán en 1992. El grupo ha sido visto participar en múltiples protestas como en acciones armadas.

## Origen
El grupo nace como Base Centro durante el inicio de la «la guerra popular». El Comité Base Mantaro Rojo fue fundado en el valle del Mantaro luego de una división dentro de las facciones descendientes de Sendero Luminoso producida por la captura de Óscar Ramírez Durand (alias "Camarada Feliciano"). Las primeras acciones realizadas por esta organización tuvieron lugar en 2001, con la difusión de folletos que llamaban boicotear las elecciones peruanas de ese mismo año. Bajo el liderazgo del "Camarada Netzel López Lozano", la agrupación reúne a senderistas que nunca fueron capturados como aquellos que fueron liberados en el año 2003.

## Actividades
Según el propio grupo, este estaría conformada por una red internacional organismos pro-senderistas como también de grupos nacionales que operarían en la Universidad Nacional Mayor de San Marcos, la Universidad Nacional Federico Villarreal y la Universidad Nacional de Educación Enrique Guzmán y Valle, aunque estos datos no están confirmados por especialistas en el tema.
Esta organización armada ha destacado por su actividad en redes sociales para difundir su mensaje a través de múltiples cuentas. Se destacan imágenes subidas por militantes del grupo en su perfil de Facebook "PCP Comité Bmr", en la que se ven niños en los denominados "colegios populares" del VRAEM sosteniendo mensajes propagandísticos ilustrados con fotos de Abimael Guzmán, Iósif Stalin, Vladimir Lenin y Mao Zedong. Según la ONG Waynakuna Perú, la cual se especializa el conflicto armado interno, Mantaro Rojo posee vínculos con el CONARE-SUTEP -sindicato de docentes de tendencia senderista- en las zonas de Huanta, Acobamba, Cuzco y Pampas de Tayacaja durante 2017. No obstante, el Ministerio de Educación del Perú desmintió que en Acobamba ocurrieran esas actividades. Desde el año 2011, suele lanza comunicados en conjunto con otras organizaciones maoísta.
Mantaro Rojo se opone al Militarizado Partido Comunista del Perú del clan Quispe-Palomino y también al MOVADEF al considerarlos grupos revisionistas y traidores a las ideas del Presidente Gonzalo.

## Atentados
- El 7 de octubre del 2008 se perpetró un atentado para conmemorar el aniversario 80.º de la formación del Partido Comunista Peruano. En este ataque, murieron 16 soldados y 3 civiles en un ataque a un convoy en el distrito de Tintay Puncu.[12][13]
- El 14 de octubre del 2008, el grupo realizó una emboscada a 6 militares que realizaban labores de vigilancia en la selva del departamento de Ayacucho, por el ataque 2 soldados murieron y 4 quedaron heridos.[14]
- En agosto de 2012 la localidad de Nueva York en el distrito de Nauta en la provincia de Loreto hubo un atentado terrorista que dejó un muerto y un herido. Luego capturaron a los responsables del ataque. En esta acción, el Comité Base Mantaro Rojo intentó penetrar a Ecuador, logrando lo de manera minoritaria en los meses siguientes.[15]

- 7 de enero de 2018 en San Lorenzo, Mataje y Viche en la provincia de Esmeraldas, ocurrió un atentado terrorista en ecuador que fue perpetrado por el Frente Oliver Sinisterra, pero también se sospecha la participación el Comité Base Mantaro Rojo y el Frente de Defensa de Luchas del Pueblo de Ecuador.[16]